# Chelodynerus chelifer
Chelodynerus chelifer är en stekelart som beskrevs av Perkins 1899. Chelodynerus chelifer ingår i släktet Chelodynerus och familjen Eumenidae. Inga underarter finns listade i Catalogue of Life.